# Spilogona limnophorina
Spilogona limnophorina är en tvåvingeart som först beskrevs av Stein 1898.  Spilogona limnophorina ingår i släktet Spilogona och familjen husflugor. Inga underarter finns listade i Catalogue of Life.